# Gepard-klassen
Gepard-klassen (Type 143A) er formentlig den tyske flådes sidste torpedobåde ((tysk) Schnellboote). Skibenes opgave var under den kolde krig kystovervågning samt kystnært forsvar i Nord- og Østersøen. Efter den kolde krigs ophør, forsvandt også grundlaget for Gepard-klassens vigtigste opgaver i Østersøen. Deutsche Marine skulle, ligesom Søværnet, omstille sig fra et territorialforsvar til mere globalt orienterede missioner. Flådens skibe skulle nu kunne udsendes og sejle i hele verden, hvilket denne klasse ikke er velegnet til, derfor er den blevet suppleret med Braunschweig-klassen (K130) der i modsætning til Gepard-klassen er oceangående og mere tidssvarende. Derudover ønsker Deutsche Marine at indføres endnu en korvet-type i løbet af 2020'erne. Når det sidste skib i klassen stryger kommandoen vil det være slut med Schnellboote i den tyske flåde, en fartøjstype som flåden ellers har benyttet siden 1914.
Alle klassens fartøjer blev oprindeligt blot navngivet med et bogstav samt et tal, eksempelvis S-71 (Schnellboot 71), men efter pres fra besætningerne fik fartøjerne tilføjet et navn fra rovdyrsordenen, således de fik deres nuværende navne (eksempelvis S-71 Gepard).
Klassen udgør den tyske flådes 7. Hurtigbådseskadre (7. Schnellbootgeschwader) og har basehavn i Marinestützpunktet i Warnemünde. Til 7. Hurtigbådseskadre tilhører også to forsyningsskibe (tendere) af Elbe-klassen, A511 Elbe og A516 Donau. 
S74 Nertz og S77 Dachs blev i august 2012 solgt til Ghana for 37 millioner amerikanske dollar hvorefter de blev overført til det afrikanske land hvor de gør tjeneste sammen med en tidligere tysk skibsklasse, Albatros-klassen, som blev overført i 2010.

## Fartøjer i klassen
| Pnt.           | Navn                        | Kølen lagt        | Søsat              | Indgået            | Gudmor                  | Skæbne                                       | Kaldesignal |
| -------------- | --------------------------- | ----------------- | ------------------ | ------------------ | ----------------------- | -------------------------------------------- | ----------- |
| P6121          | S71 Gepard                  | 17. november 1979 | 25. september 1981 | 7. december 1982   | Ursula Bethge           | Udgået 12. december 2014                     | DRCE        |
| P6122          | S72 Puma                    | 17 december 1979  | 8. februar 1982    | 24. februar 1983   | Marianne von Knobloch   | I tjeneste                                   | DRCF        |
| P6123          | S73 Hermelin                | 18.februar 1980   | 8. december 1981   | 28. april 1983     | Waltraut Vohs           | I tjeneste                                   | DRCG        |
| P38 (ex-P6124) | Yaa Asantewaa (ex-S74 Nerz) | 24. juli 1980     | 18. august 1982    | 14. juli 1983      | Karin Leister           | Udgået 31. marts 2012 og overført til Ghana. | DRCH        |
| P6125          | S75 Zobel                   | 1. september 1980 | 30. juni 1982      | 29. september 1983 | Anneliese Schoor        | I tjeneste                                   | DRCI        |
| P5126          | S76 Frettchen               | 22. december 1980 | 26. januar 1983    | 16. december 1983  | Anna-Katharina Topmann  | I tjeneste                                   | DRCJ        |
| P39 (ex-P6127) | Naa Gbewaa (ex-S77 Dachs)   | 2. marts 1981     | 14. december 1982  | 22. marts 1984     | Ingrid Giermann         | Udgået 31. marts 2012 og overført til Ghana. | DRCK        |
| P6128          | S78 Ozelot                  | 15. juni 1981     | 7. juni 1983       | 23. maj 1984       | Ilse Schuur-Wellershoff | Udgået 18. december 2014                     | DRCL        |
| P6129          | S79 Wiesel                  | 5. oktober 1981   | 12. juli 1982      | 12. juli 1984      | Freda-Maria Liebig      | I tjeneste                                   | DRCM        |
| P6130          | S80 Hyäne                   | 7. december 1981  | 5. september 1983  | 13. november 1984  | Allmut Fromm            | I tjeneste                                   | DRCN        |

## Eksterne links
- Wikimedia Commons har flere filer relateret til Gepard-klassen
- AJ Cashmore: Gepard-klassen Arkiveret 5. juli 2007 hos  Wayback Machine
- Deutsche Marine: Gepard-klassen
- Gepard-klassen – Et kvart århundrede i flådens tjeneste
- Seaman Chris: 143A (Webside ikke længere tilgængelig)